# Кейта, Сани
Са́ни Хару́на Кейта (англ. Sani Haruna Kaita; 2 мая 1986, Кано, Нигерия) — нигерийский футболист, полузащитник. Серебряный призёр XXIX Олимпийских игр 2008 года.

## Карьера

### Клубная
Воспитанник футбольной школы клуба «Кано Пилларс» из нигерийского города Кано, где начал и профессиональную карьеру в 2004 году. В 2005 году переехал в Нидерланды, где подписал четырёхлетний контракт с роттердамской «Спартой», в составе которой дебютировал 22 октября 2005 года в домашнем матче против «Роды», всего за «Спарту» сыграл 22 матча. В сентябре 2008 года перешёл в «Монако», в составе которого дебютировал уже 5 октября в выездном матче против «Сент-Этьена», всего за «Монако» провёл 3 игры, после чего, в январе 2009 года, было сообщено, что Сани переходит в «Кубань», которая достигла договорённость с «Монако» по его трансферу, представляющему собой договор аренды до конца 2009 года.
14 марта 2009 года Кейта дебютировал за новый клуб в 1 туре Чемпионата России в игре против казанского «Рубина», матч его команда проиграла со счётом 0:3, Сани отыграл весь матч, на 81 минуте получил жёлтую карточку. Всего провёл за «Кубань» 17 матчей в Премьер-лиге и 1 матч в Кубке России.
В августе появилась информация о возможном переходе Сани в московский «Локомотив». 25 августа было подтверждено, что Кейта переходит в «Локо» на правах аренды до конца сезона. В «Локо» Сани выбрал себе 18-й игровой номер. В составе «Локомотива» провёл только 3 матча, а по завершении сезона президент клуба заявил, что «Локо» не будет ни выкупать трансфер Сани, ни продлевать арендное соглашение.

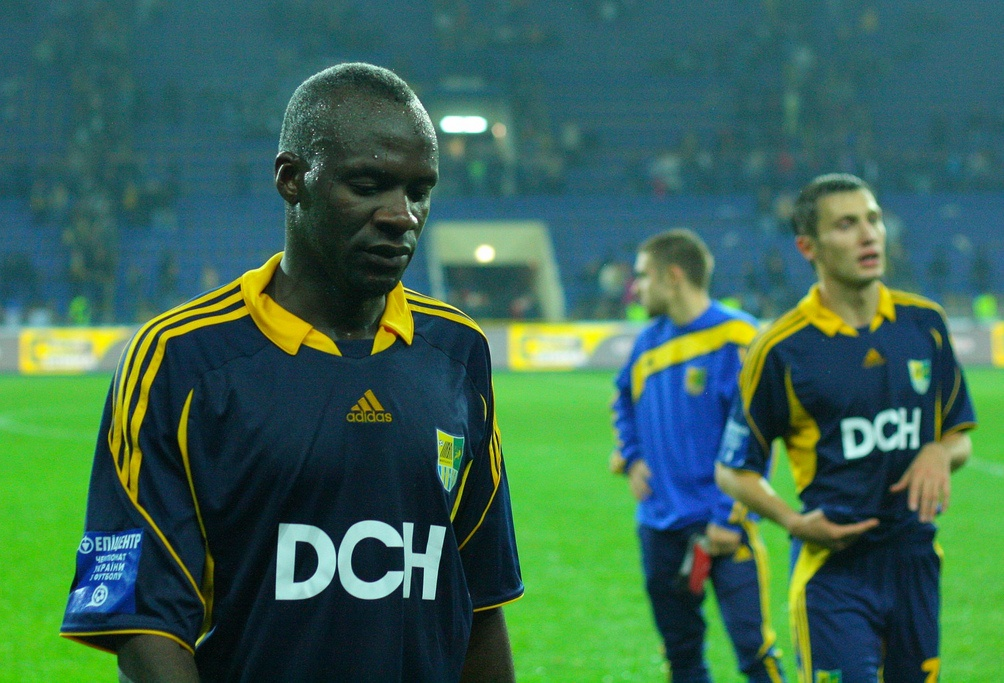
Сани Кейта в «Металлисте»

20 февраля 2010 года было сообщено, что Сани переходит во владикавказскую «Аланию» на правах аренды сроком на полгода. В составе «Алании» Сани дебютировал 14 марта в домашнем матче 1-го тура чемпионата против «Сатурна».
После завершения выступлений в «Алании» Сани отправился, снова на правах аренды, в харьковский «Металлист». 15 августа 2014 года подписал контракт с Чадыр-Лунгским клубом «Саксан».

### В сборной
Выступал за молодёжную сборную Нигерии (до 20 лет), в 2005 году стал в её составе серебряным призёром чемпионата мира, сыграв на турнире во всех 7 матчах команды.
В составе главной национальной сборной Нигерии дебютировал 17 августа 2005 года в товарищеском матче со сборной Ливии в Триполи. В 2006 году в составе команды стал бронзовым призёром Кубка африканских наций розыгрыша 2006 года, на котором, однако, сыграл только один матч в 1/2 финала против сборной Кот-д’Ивуара. В 2008 году в составе олимпийской сборной Нигерии стал серебряным призёром Олимпийских игр. Участник чемпионата мира по футболу 2010 года. В матче с Грецией за неспортивное поведение получил красную карточку (в итоге Нигерия, ведя в счёте 1:0, проиграла 1:2).

## Достижения
- Серебряный призёр Олимпийских игр (1): 2008
- Бронзовый призёр Кубка африканских наций (2): 2006, 2010
- Серебряный призёр молодёжного чемпионата мира (до 20 лет) (1): 2005